# UFC Fight Night: Shogun vs. Smith
UFC Fight Night: Shogun vs. Smith（ユーエフシー・ファイトナイト：ショーグン・バーサス・スミス、別名UFC Fight Night 134）は、アメリカ合衆国の総合格闘技団体「UFC」の大会の一つ。2018年7月22日、ドイツ・ハンブルクのバークレイカード・アレーナで開催された。

## 大会概要
本大会ではマウリシオ・ショーグンとアンソニー・スミスによるライトヘビー級戦が組まれた。
CWFCフェザー級王者ナド・ナリマニがUFCデビュー。

## 試合結果

### アーリープレリム
第1試合 バンタム級 5分3R
○  リュウ・ピンユエン vs.  ダミアン・スタシアク ×
3R終了 判定3-0（30-27、29-28、29-28）
第2試合 ライトヘビー級 5分3R
○  ダルコ・ストシッチ vs.  ジェレミー・キンボール ×
1R 3:13 TKO（パウンド）
第3試合 バンタム級 5分3R
○  マニー・バミューデス vs.  デビッド・グラント ×
1R 0:59 TKO（三角絞め）

### プレリミナリーカード
第4試合 ライトヘビー級 5分3R
○  アレクサンダル・ラキッチ vs.  ジャスティン・レデット ×
3R終了 判定3-0（30-25、30-24、30-24）
第5試合 フェザー級 5分3R
○  ナド・ナリマニ vs.  カリッド・タハ ×
3R終了 判定3-0（30-27、30-27、30-27）
第6試合 ウェルター級 5分3R
○  バルトス・ファビンスキ vs.  エミル・ミーク ×
3R終了 判定3-0（30-27、29-28、29-28）
第7試合 ライト級 5分3R
○  ダミア・ハゾビック vs.  ニック・ハイン ×
3R終了 判定2-1（29-28、28-29、29-28）

### メインカード
第8試合 ライト級 5分3R
○  ナスラット・ハクパラスト vs.  マルク・ディアケイジー ×
3R終了 判定3-0（30-27、30-27、30-26）
第9試合 ウェルター級 5分3R
○  ダニー・ロバーツ vs.  ダビッド・ザワダ ×
3R終了 判定2-1（27-30、29-28、29-28）
第10試合 ヘビー級 5分3R
○  マルチン・ティブラ vs.  ステファン・ストルーフェ ×
3R終了 判定3-0（30-27、30-27、29-28）
第11試合 ミドル級 5分3R
○  アブ・アザイター vs.  ヴィトー・ミランダ ×
3R終了 判定3-0（30-27、30-27、29-28）
第12試合 ライトヘビー級 5分3R
○  コーリー・アンダーソン vs.  グローバー・テイシェイラ ×
3R終了 判定3-0（30-27、30-27、30-27）
第13試合 ライトヘビー級 5分5R
○  アンソニー・スミス vs.  マウリシオ・ショーグン ×
1R 1:29 KO（右肘打ち）

### 各賞
ファイト・オブ・ザ・ナイト： ダニー・ロバーツ vs. ダビッド・ザワダ
パフォーマンス・オブ・ザ・ナイト： アンソニー・スミス、マニー・バミューデス
各選手にはボーナスとして5万ドルが授与された。

### カード変更
負傷などによるカードの変更は以下の通り。